# Mille arabe
Le Mille arabe (arabe : الميل, al-mīl) est une ancienne mesure de longueur arabe.

## Présentation
La longueur du mille arabe a varié entre 1,8 km et 2 km. Cette unité a été utilisée par les géographes et les astronomes arabes. Cette mesure a précédé la mille nautique, une extension du mille romain basée sur une approximation d'une minute d'arc de latitude mesurée suivant un méridien. La mesure de la longueur d'un arc d'un degré a été faite le long d'un méridien à l'aide de piquets d'implantation  sur une surface plane d'un désert.
Des travaux pour déterminer la circonférence de la Terre sont commandées par le calife Al-Ma’mūn qui a fondé l'observatoire de Bagdad. Les calculs sont faits par les Arabes en reprenant les méthodes grecques de Ptolémée. La circonférence est décomposée en 360 degrés, le degré en 60 minutes. Chaque minute en 60 secondes. Al-Farghani a publié les Éléments d'astronomie. Dans Les Prairies d'or' ((en arabe مروج الذهب ومعادن الجوهر translittération : Muruj adh-dhahab wa ma'adin al-jawahir) de Al-Mas'ûdî, il a écrit que les mesures ont été faites dans la plaine de Sindjar et que le degré a été estimé à 56 milles, soit une longueur de la circonférence de la Terre de 20 160 milles. Il a aussi écrit qu'une autre mesure a été faite entre les villes de Palmyre et de Raqqa qui étaient supposées sur le même méridien. Dans son Abrégé d’histoire, Ibn Khallikân (translittération : Wafayāt al-aʿyān wa-anbâ' abnâ' az-zamân, aussi appelé Wafayât al-a‘yân ou Muḫtaṣar fī l-ta’rīḫ) attribue la mesure du degré aux trois fils d'Al-Khwârizmî, d'abord dans la plaine de Sindjar, puis de Koufa, en ajoutant que la valeur du degré est de 66,66 milles, soit une circonférence de 24 000 milles.
Cette valeur a été critiquée par Aboul Féda qui a écrit dans sa Chronique que cette mesure était déjà celle de Ptolémée, et que depuis, sous le califat d'Al-Ma’mūn, les mesures faites ont donné une longueur de degré d'arc de 56,66 milles et 56 milles, ce qu'il a répété dans les prolégomènes de sa Géographie.
Un mille arabe se décompose en 4 000 coudées. En adoptant la longueur de la coudée juste, on obtient pour la longueur du mille arabe d'Al-Ma’mūn = 1 925 m. Avec un degré d'arc de 56 milles, la circonférence de la terre est de 360 x 56 = 20 160 milles.
Al-Mas'ûdî a écrit que Ptolémée avait attribué à la circonférence de la Terre 24 000 milles, et que sous le califat d'Al-Ma’mūn la circonférence calculée était de 20 160 milles. Al-Farghani a adopté un mille arabe de 1 995 m, soit avec la valeur du mille arabe d'Al-Farghani : 20160 x 1,995 = 40 219 km.
Pendant la période des Omeyyades (661–750), le mille omeyadde était d'environ 2 285 m, ou un peu plus de deux kilomètres, soit environ 2 milles bibliques pour un mille omeyyade.

## La longueur du mille arabe selon Gossellin
Pascal-François-Joseph Gossellin (1751-1830), géographe et bibliothécaire français, a publié en 1819 ses  « Recherches sur le principe, les bases et l’évaluation des différents systèmes métriques linéaires de l’antiquité ».
	Il y évalue le mille arabe  à 1.960 m.
	Gossellin procède de façon étonnante : 
- il cherche d'abord la longueur (en milles) que les Arabes donnaient à la circonférence terrestre (il trouve 20.400 milles),
- puis il divise la circonférence terrestre en km connue à son époque (40.000 km) par le nombre de milles trouvé,
- et obtient ainsi (avec les virgules) la longueur du mille arabe : 1 960, 784314 mètres !
	Sa méthode n’est évidemment pas correcte, puisqu’elle suppose que les Arabes connaissaient déjà la longueur exacte de la circonférence terrestre. Cependant elle mérite qu’on s’y arrête car elle apporte des informations intéressantes sur la mesure de la circonférence terrestre faite par les Arabes :
	« On voit, dans les auteurs arabes, que le khalife Al-Mamoun, qui régnait à Bagdad au commencement du neuvième siècle de l’ère chrétienne, ordonna de mesurer plusieurs degrés de la terre sous différents méridiens, et que ses astronomes se divisèrent en plusieurs bandes pour exécuter ses ordres.
Les uns, selon Ebn Iounis, se rendirent entre Wamia et Tadmor, ou, suivant Mésoudi, entre Racca et Tadmor, ils y mesurèrent séparément deux degrés et trouvèrent à chacun 57 milles. Les autres se portèrent dans les plaines de Sinjar où le degré fut trouvé de 56 milles ¼. Mais, selon Albuféda, on mesura, dans les plaines de Sinjar, deux degrés contigus du nord au midi : on trouva l’un de 56 milles, l’autre de 56 milles ⅔. On adopta la plus forte estimation et la circonférence de la terre fut trouvée à 20.400 milles. »
	En effet, la mesure de 56 milles ⅔ pour un degré terrestre donne pour l’ensemble de la circonférence terrestre : 56 ⅔ x 360° = 20.400 milles.

## La longueur du mille arabe selon Girard
Girard calcule la longueur du mille arabe à partir de la mesure de la coudée, dont on sait qu’elle constitue la 4.000e partie du mille arabe. Reste à savoir quelle coudée il convient de retenir.
	Pierre-Simon Girard (1765-1836) est un ingénieur en chef des Ponts-et-Chaussées qui a participé, avec plus de 150 autres savants français, à la Campagne d'Égypte (1798-1801). Au cours de sa mission, Girard a pu mesurer les deux types de coudée :
- la « coudée égyptienne » qui avait été utilisée en Égypte jusqu’à l’invasion arabe,
- la « coudée noire », qui, selon Jacob Golius, a été créée à Bagdad par le calife Al-Ma’mūn (règne de 813 à 833) : « Quant à la coudée noire dont on se sert à Bagdad pour mesurer les étoffes de lin et les autres marchandises précieuses, elle fut établie par Al-Mamoun, d’après la coudée de l’un de ses esclaves nègres qui se trouvait avoir l’avant-bras plus long que tous les autres ; elle contient 6 palmes et 3 doigts, c’est-à-dire 27 doigts. La canne ou perche, appelée Bab, est de 7 coudées noires et 1/9. » 
C’est donc cette « coudée noire », introduite en Égypte par les Arabes pour y remplacer l’ancienne « coudée égyptienne » qui datait des Pharaons, que Girard va choisir pour calculer le mille arabe.
	Girard  a relaté en détail son expédition, ainsi que les résultats qu’il a obtenus, dans son « Mémoire sur le nilomètre de l’île éléphantine et les mesures égyptiennes ».
	Pour connaitre la valeur de la coudée noire, Girard va s’appuyer sur le Nilomètre de l'île de Rodah (appelé aussi meqyâs) construit en 861, donc après le califat d’Al-Ma’mūn (et la création de la coudée noire) : « Golius nous apprend, dans ses notes sur l’Astronomie d’Alfragan, que le meqyâs actuellement existant à la pointe méridionale de l’île de Roudah fut commencé sous le règne d’Al-Mâmoun, et terminé par son successeur Al-Moutewakkel ; circonstance d’où l’on doit naturellement conclure que les coudées qui y sont tracées sont les coudées noires du premier. »
	« Les accroissements du fleuve y sont mesurés sur une colonne de marbre à base octogone, divisée en seize parties légèrement inégales entre elles, mais dont la longueur réduite fut trouvée, par notre collègue M. Le Père, inspecteur divisionnaire de Ponts-et-Chaussées, précisément équivalente à vingt pouces du pied de France, ou à 541,2 mm. Ce résultat fut confirmé, quelque temps après, par différentes personnes qui répétèrent l’opération. Enfin, ayant mesuré moi-même, au mois de prairial an IX (juin 1801), la colonne du meqyâs, j’ai remarqué que les huit coudées inférieures étaient ensemble de 4,346 m et les huit coudées supérieures de 4,315 m, entre lesquelles la coudée moyenne est, ainsi que l’avait trouvée M. Le Père, 541,2 mm. »
	Par ailleurs, Girard trouve dans la canne (ou perche) d’arpentage mentionnée par Golius l’opportunité de confirmer la mesure de la « coudée noire » faite sur le Nilomètre de l'île de Rodah : « J’ai mesuré avec le plus grand soin, dans toutes les parties de l’Égypte, la canne qui est employée à l’arpentage des terres : sa longueur, que j’ai indiquée dans mon Mémoire sur l’agriculture et le commerce, est de 3,85 m qui, divisés par 7 et 1/9 donnent, pour la valeur de la coudée noire de l’arpenteur, 541 mm ; quantité précisément égale à la longueur moyenne des coudées tracées sur la colonne du meqyâs. »
	Fort de ces différentes mesures, Girard conclut, pour la longueur de la coudée noire, à 541 mm. Sachant que le mille arabe contient 4.000 coudées, Girard obtient une longueur de 2.160 mètres pour le mille arabe.

## Quelle longueur faut-il retenir pour le mille arabe?
Les 2.160 mètres de Girard, évidemment. La méthode utilisée par Gossellin est entachée d’une erreur fondamentale : elle suppose que les savants arabes du calife Al-Ma’mūn avaient obtenu, pour la circonférence terrestre, la valeur de 40.000 km connue à l’époque de Gossellin, c’est-à-dire dix siècles plus tard (d’autant plus que cette valeur a depuis été réévaluée à 40.075 km !)
Au contraire, Girard a effectué des mesures sur place avec le plus grand soin et son raisonnement est sans faille.
Si l’on applique cette valeur (2.160 m) aux 20.400 milles que les savants arabes avaient trouvés pour la circonférence terrestre, on obtient : 2.160 m x 20.400 milles = 44.064 km, soit un peu moins de 10% d’écart avec la valeur actuelle.
C’est une excellente précision, si l’on tient compte du fait que les mesures n’avaient été faites que sur deux degrés de méridien terrestre.